# Chauchila Yokuts
Chauchila Yokuts, skupina od 25 indijanskih plemena u dolini rijeke San Joaquin u Kaliforniji. Geografski su podijeljeni na dvije glavne skupine, to su, viz.:
- Northern Valley Yokuts 12 plemena:
  - Chauchila (Chaushila, Toholo) (na nekoliko kanala Chauchilla Rivera), sela: Shehamniu (na Chowchilla River blizu Buchanana) i možda Halau (blizu Berenda), možda je i od plemena Heuchi.
  - Chulamni (kod Stockton, teritorij im se prostire barem nekoliko milja niz San Joaquin i uz Calaveras, i možda na zapad do Mount Diablo), sela: Yachik i Wana (oba blizu Stockton).
  - Coconoon (na Merced River).
  - Hannesuk (lokacija nepoznata).
  - Heuchi (na Fresno River), sela: Ch'ekayu (na Fresno River 4 milje od Madera).
  - Hoyima (na sjevernopj strani San Joaquin nasuprot plemena Pitkachi), sela: K'eliutanau (na jednoj manjoj sjevernoj pritoci San Joaquin) i Moyoliu (kod ušća Little Dry Creek).
  - Lakisamni (na Stanislaus River).
  - Nupchinche (Noptinte) (nisu locirani).
  - Pitkachi (Pitkati) (južna strana San Joaquin), sela: Kohuou (blizu Herndon ili Sycamore), Weshiu, i Gawachiu.
  - Siakumne (lokacija nepoznata).
  - Tawalimnu (možda na Tuolumne River).
  - Wakichi (na južnoj strani San Joaquin River), sela: Holowichniu (blizu Millerton).
- Southern Valley Yokuts 13 plemena: 
  - Apiachi (sjeverno od Kings River), sela: Wohui (kod Summit Lake).
  - Choinok (možda na Deep i Outside Channels of Kaweah River), sela: Ch'iuta (nešto južnije od Tulare).
  - Chunut (na Tulare Lake u regionu Kaweah Delta), sela: Miketsiu i Chuntau, nelocirana.
  - Koyeti (donji tok Tule River kod Porterville), sela: Chokowisho (Porterville).
  - Nutunutu (južno od donjeg Kings River), sela: Chiau (južnije od Kingston) i Hibek'ia (nepoznata lokacija).
  - Tachi (Tulare Lake i Fish Slough zapadno do Mount Diablo u lancu Coast Range), sela: Udjiu (nizvodno od Coalinga), Walna, Colon (Huron), Chi (zapadno od Heinlen) i Waiu (na Mussel Slough).
  - Telamni (u Visalia i Goshen), sela: Waitatshulul (7 milja sjeverno od Tulare City).
  - Tsineuhiu (blizu Bakersfield na Kern River) i Kuyo (prema Kern Lake), ljudi ovog plemena žive i u Hoschiu na White River i u Chididiknawasi (na Deer Creek).
  - Wechihit (oko Sangera donji Kings River), sela: Musahau (nasuprot Sangera) i možda Wewayo (na Wahtoke Creek).
  - Wimilchi (sjeverna strana donjeg Kings River), sela: Ugona (jugozapadno od Kingston).
  - Wo'lasi (Wo'ladji) (kod Farmersville, možda na Cameron Channel).
  - Wowol (jugoistočna obala Tulare Lake), sela: Sukuwutnu ili Dulau (na otoku pred istočnom obalom jezera).
  - Yauelmani (teritorij između Tejon Ranch na Paso Creek i Poso Creek), sela: Tinliu (kod Tejon Ranch House), Woilo (u Bakersfield), K'ono-ilkin (na Kern River), Shoko (na Kern River) i Shoko and K'ono-ilkin naselajvaju s plemenom Paleuyami, i nije poznato kojem plemenu selo pripada.